# اوایشی یوشیئو
آوایشی یوشیئو (به ژاپنی: 大石 良雄 Ōishi Yoshio) یا آوایشی کورانوسوکه (به ژاپنی: 大石内蔵助)
(۱ ژانویهٔ ۱۶۵۹ – ۲۰ مارس ۱۷۰۳) رهبر ۴۷ رونین بود.

## زندگی شخصی
همسر او اُوایشی ریکو دختر ارشد یک کارو (سامورایی)، در ولایت تاجیما، قلمروی تویوئوکا بود. در سال ۱۶۸۷ یوشیئو که در آن زمان در قلمروی آکو کارو (سامورایی) بود با ریکو ازدواج کرد. ریکو در سال ۱۶۸۸ نخستین پسرش اُوایشی یُوشیکانه، سال ۱۶۹۰ دختر ارشدش اُوایشی کو (مرگ ۱۷۰۴)، سال ۱۶۹۱ پسر دومش اُوایشی ماچینوشین (مرگ ۱۷۰۹)، سال ۱۶۹۹ دومین دخترش اُوایشی روری را به دنیا آورد.
یوشیئو همچنین یک دختر از زن غیر اصلی اش داشت که در فوریه ۱۷۰۱ در ۴ سالگی درگذشت و اسناد آن در معبد سنگاکو باقی مانده‌است.
پس از سپوکوی آسانو ناگانوری، قلعه آکو در ماه پنجم به شوگون‌سالاری واگذار شد. در حالی که یوشیئو در حال انجام کار بر روی کارهای باقیمانده تحویل قلعه بود، ریکو و سه فرزندش برای مدتی به خانه پدری او بازگشتند. پس از آن شوهرش در یاماشینا، کیوتو محلی برای اقامت اجاره کرد و او نیز در اوایل ماه هفتم از سال ۱۷۰۱ به همسرش در کیوتو پیوست. در طی زندگی این زوج در کیوتو، ریکو دوباره باردار شد. با این حال، همان‌طور که یوشیئو در حال پیشبرد حمله انتقام و گفتگوهای مخفیانه با دیگر رونین‌ها بود، به علت اینکه در پیوندنامه برای حفظ محرمانگی اصل «با همسر و فرزندان صحبت نکنید» آمده بود و می‌خواست احتیاط لازم برای حفظ اطلاعات را به عمل بیاورد، پسر ارشدش را که به رونین‌ها پیوسته بود را نزد خود نگه داشت و در روز پانزدهم از ماه چهارم سال ۱۷۰۲ بقیه خانواده را به خانه پدری ریکو فرستاد. بعلاوه، با توجه به جلوگیری از گریبانگیر شدن مجازات به خانواده اش، از ریکو طلاق گرفت. در ۵ ژوئیه، ریکو اُوایشی دایسابورو، پسر سوم خانواده را به دنیا آورد.
پس از سپوکوی یوشیئو و پسر ارشدش دو تن از فرزندانش درگذشتند اما دختر دوم و پسر سومش بالغ شدند. در اثر حادثه آکو، پدرش به یک قهرمان تبدیل شده بود. خاندان اصلی آسانو که پایگاه آن در ولایت آکی قلمروی هیروشیما در شهر هیروشیما امروزی قرار داشت، خواستار آمدن دایسابورو به این شهر شد در این زمان برادر دیگر دایسابورو نیز زودهنگام درگذشته بود و او تنها پسر بازمانده از پدرش بود.
در سپتامبر ۱۷۱۳ وقتی دایسابورو ۱۲ سال داشت به همراه مادر و خواهر بزرگترش روری، به هیروشیما نقل مکان کرد و هم اندازه املاک پدرش ۱۵۰۰ ککو به وی دارایی اهدا شد. همچنین دختر دومش با آسانو نائومیچی از خاندان آسانو ازدواج کرد. همسرش ریکو در سن ۶۸ سالگی در هیروشیما درگذشت.